# عين ماهل
عين ماهل هي أحد قرى منطقة الجليل، وتقع إداريًا في المنطقة الشمالية شمال فلسطين المحتلة. تجاور الناصرة من المنطقة الشمالية الشرقية على بعد 5 كم. أُعلن عن عين ماهل سنة 1964 بمقام مجلس محلي.

## التعداد السكاني
عدد سكانها اليوم قرابة 15,870 نسمة اليوم وجلهم من عرب 48. جميع السكان من المسلمون وهي تقع على سفح جبل سيخ. ترتفع عن البحر حوالي 520م. تجاور قرية الرينة من الشرق وقرية المشهد وأقرب قرية لها هي الرينة وتجاور مدينة الناصرة ويوجد فيها ثلاث مساجد. وفي عام 2021 بلغ عدد السكان 13,748 نسمة، 6,975 ذكر و6,773 أنثى وجميعهم عرب مسلمون.

## المساحة
تبلغ مساحة اراضي عين ماهل 13390 دونماً، وهي ملك لأهلها، منها 289 للطرق والاراضي. وتحيط بهذه الأراضي، اراضي قرى كفر كنا، وعرب الصبيح، ودبورية، والناصرة، وإكسال، والمشهد والرينة. غرس الزيتون في الف دونم، قال صاحب شجرة الزيتون: (وأحسن أغرس زيتون قضاء الناصرة هي الواقعة في اراضي عين ماهل وكلها إلى الشرق والشمال الشرقي من الناصرة. ويعتبر مزارعو عين ماهل من أكثر أهل هذا القضاء نشاطاً وعناية وتعميرا، فبالرغم من فقر اراضيهم استطاعوا ان يكسو قسماً كبيراً منها بأجمل اغراس الزيتون.
تسكنها عدة عائلات. ومن أكبر عائلاتها عائلة أبوليل وعائلة حبيب الله. وهنالك عائلات صغيرة وهي: حوايطة، خطيب، شاني، دحلة.

## التعليم
ما بين عامي 2020 و2021 كان عدد المدراس هو 7 بالمُجمل، وتشمل على 119 صفًا. ويتوزّع على جميع المدارس ما بين المرحلة الإبتدائبة والثانوية 2,909 طالبًا وطالبة. وصلت نسبة المؤهلين لشهادة الثانوية العامة أو كما يُعرف بِشهادة بجروت إلى 61.3%.

## روابط خارجية
- نظره من القمر الصناعي للبلده